# The Prodigy (film)
The Prodigy er en amerikansk gyserfilm fra 2019 instrueret af Nicholas McCarthy.

## Medvirkende
- Taylor Schilling som Sarah
- Brittany Allen som Margaret St. James
- Jackson Robert Scott som Miles
- Peter Mooney som John
- Colm Feore som Arthur Jacobson
- Olunike Adeliyi som Rebecca
- Elisa Moolecherry som Zoe
- Paul Fauteux som Edward Scarka
- Paula Boudreau som Dr. Elaine Strasser
- David Kohlsmith som Miles som 5-årig

## Eksterne Henvisninger
- The Prodigy på Internet Movie Database (engelsk)
- The Prodigy på Filmdatabasen
- The Prodigy på Scope
- The Prodigy på MovieMeter (nederlandsk)
- The Prodigy på The Movie Database (engelsk)
- The Prodigy på Rotten Tomatoes (engelsk)
- The Prodigy på Box Office Mojo (engelsk)
- The Prodigy på Filmaffinity (engelsk)

| Gyserfilm | Spire Denne gyserfilm-artikel er en spire som bør udbygges. Du er velkommen til at hjælpe Wikipedia ved at udvide den. |

1. ↑  Navnet er anført på engelsk og stammer fra Wikidata hvor navnet endnu ikke findes på dansk.